# Zhou Enlai
Zhou Enlai (født 5. marts 1898, død 8. januar 1976) var den kinesiske ministerpræsident fra 1949 til 1976. Han studerede i Frankrig, hvor han mødte Deng Xiaoping, og oprettede det kommunistiske magasin "Rødt Lys".